# Alubijid
Alubijid est une localité de la province du Misamis oriental, aux Philippines. En 2015, elle compte 29 724 habitants.